# Eletromagnetismo clássico e relatividade especial
A teoria da relatividade especial desempenha um papel importante na teoria moderna do eletromagnetismo clássico. Ela fornece fórmulas de como os objetos eletromagnéticos, em particular os campos elétricos e magnéticos, são alterados sob uma transformação de Lorentz de um referencial inercial para outro. Ela lança luz sobre a relação entre eletricidade e magnetismo, mostrando que o quadro de referência determina se uma observação segue leis magnéticas ou elétricas. Isso motiva uma notação compacta e conveniente para as leis do eletromagnetismo, ou seja, a forma de tensor "manifestamente covariante".
As equações de Maxwell, quando foram formuladas pela primeira vez em sua forma completa em 1865, seriam compatíveis com a relatividade restrita. Além disso, as aparentes coincidências nas quais o mesmo efeito foi observado devido a diferentes fenômenos físicos por dois observadores diferentes seriam mostradas como não coincidentes de forma alguma pela relatividade especial. Na verdade, metade do primeiro artigo de Einstein de 1905 sobre a relatividade especial, "Sobre a eletrodinâmica dos corpos em movimento" [en], explica como transformar as equações de Maxwell.

## Transformação dos campos entre referenciais inerciais

### Os campos E e B

Reforço de Lorentz de uma carga elétrica.
Acima: A carga está em repouso no referencial F, então este observador vê um campo elétrico estático. Um observador em outro referencial F′ se move com velocidade v em relação a F e vê a carga se mover com velocidade −v com um campo elétrico E alterado devido à contração do comprimento e um campo magnético B devido ao movimento da carga.
Abaixo: configuração semelhante, com a carga em repouso no referencial F′.

Esta equação considera dois referenciais inerciais. O referencial primário está se movendo, em relação ao referencial secundário, na velocidade v. Os campos definidos no referencial primário são indicados por primos, e os campos definidos no referencial secundário carecem de primos. As componentes de campo paralelas à velocidade v são denotadas por {\displaystyle \mathbf {E} _{\parallel }} e {\displaystyle \mathbf {B} _{\parallel }} enquanto as componentes de campo perpendiculares a v são denotadas como {\displaystyle \mathbf {E} _{\perp }}e {\displaystyle \mathbf {B} _{\perp }}. Nesses dois referenciais, movendo-se a uma velocidade relativa v, os campos E e B estão relacionados por:
{\displaystyle {\begin{aligned}\mathbf {E_{\parallel }} '&=\mathbf {E_{\parallel }} \\\mathbf {B_{\parallel }} '&=\mathbf {B_{\parallel }} \\\mathbf {E_{\bot }} '&=\gamma \left(\mathbf {E} _{\bot }+\mathbf {v} \times \mathbf {B} \right)\\\mathbf {B_{\bot }} '&=\gamma \left(\mathbf {B} _{\bot }-{\frac {1}{c^{2}}}\mathbf {v} \times \mathbf {E} \right)\end{aligned}}}
onde
{\displaystyle \gamma \ {\overset {\underset {\mathrm {def} }{}}{=}}\ {\frac {1}{\sqrt {1-v^{2}/c^{2}}}}}
é chamado de fator de Lorentz e c é a velocidade da luz no espaço livre. As equações acima estão no S.I. Em C.G.S., essas equações podem ser derivadas substituindo {\displaystyle {\frac {1}{c^{2}}}} por {\displaystyle {\frac {1}{c}}}, e {\displaystyle v\times B} por {\displaystyle {\frac {1}{c}}v\times B}, exceto {\displaystyle \gamma }. O fator de Lorentz ({\displaystyle \gamma }) é o mesmo em ambos os sistemas. As transformações inversas são as mesmas, exceto v → −v.
Uma expressão alternativa equivalente é:
{\displaystyle {\begin{aligned}\mathbf {E} '&=\gamma \left(\mathbf {E} +\mathbf {v} \times \mathbf {B} \right)-\left({\gamma -1}\right)(\mathbf {E} \cdot \mathbf {\hat {v}} )\mathbf {\hat {v}} \\\mathbf {B} '&=\gamma \left(\mathbf {B} -{\frac {\mathbf {v} \times \mathbf {E} }{c^{2}}}\right)-\left({\gamma -1}\right)(\mathbf {B} \cdot \mathbf {\hat {v}} )\mathbf {\hat {v}} \end{aligned}}}
onde {\displaystyle \mathbf {\hat {v}} ={\frac {\mathbf {v} }{\Vert \mathbf {v} \Vert }}} é o vetor unitário de velocidade. Com as notações anteriores, na verdade temos {\displaystyle (\mathbf {E} \cdot \mathbf {\hat {v}} )\mathbf {\hat {v}} =\mathbf {E} _{\parallel }} e {\displaystyle (\mathbf {B} \cdot \mathbf {\hat {v}} )\mathbf {\hat {v}} =\mathbf {B} _{\parallel }}.
Componente por componente, para o movimento relativo ao longo do eixo {\displaystyle \mathbf {v} =(v,0,0)}, isso resulta no seguinte:
{\displaystyle {\begin{aligned}E'_{x}&=E_{x}&\qquad B'_{x}&=B_{x}\\E'_{y}&=\gamma \left(E_{y}-vB_{z}\right)&B'_{y}&=\gamma \left(B_{y}+{\frac {v}{c^{2}}}E_{z}\right)\\E'_{z}&=\gamma \left(E_{z}+vB_{y}\right)&B'_{z}&=\gamma \left(B_{z}-{\frac {v}{c^{2}}}E_{y}\right).\\\end{aligned}}}
Se um dos campos for zero em um referencial, isso não significa necessariamente que seja zero em todos os outros referenciais. Isso pode ser visto, por exemplo, tornando o campo elétrico primário nulo na transformação para o campo elétrico ativado. Nesse caso, dependendo da orientação do campo magnético, o sistema primário pode ver um campo elétrico, embora não exista nenhum no sistema secundário.
Isso não significa que dois conjuntos de eventos completamente diferentes são vistos nos dois referenciais, mas que a mesma sequência de eventos é descrita de duas maneiras diferentes (consulte Problema do ímã e do condutor em movimento abaixo).
Se uma partícula de carga q se move com velocidade u, em relação ao referencial S, então a força de Lorentz no referencial S é:
{\displaystyle \mathbf {F} =q\mathbf {E} +q\mathbf {u} \times \mathbf {B} }
No referencial S', a força de Lorentz é:
{\displaystyle \mathbf {F'} =q\mathbf {E'} +q\mathbf {u'} \times \mathbf {B'} }
Uma derivação para a transformação da força de Lorentz para o caso particular u = 0 é dada aqui. Uma mais geral pode ser vista aqui.
As transformações nesta forma podem ser mais compactas introduzindo o tensor eletromagnético (definido abaixo), que é um tensor covariante.

### Os campos D e H
Para o deslocamento elétrico D e a intensidade magnética H, usando as relações constitutivas [en] e o resultado para c2:
{\displaystyle \mathbf {D} =\epsilon _{0}\mathbf {E} \,,\quad \mathbf {B} =\mu _{0}\mathbf {H} \,,\quad c^{2}={\frac {1}{\epsilon _{0}\mu _{0}}}\,,}
dá
{\displaystyle {\begin{aligned}\mathbf {D} '&=\gamma \left(\mathbf {D} +{\frac {1}{c^{2}}}\mathbf {v} \times \mathbf {H} \right)+(1-\gamma )(\mathbf {D} \cdot \mathbf {\hat {v}} )\mathbf {\hat {v}} \\\mathbf {H} '&=\gamma \left(\mathbf {H} -\mathbf {v} \times \mathbf {D} \right)+(1-\gamma )(\mathbf {H} \cdot \mathbf {\hat {v}} )\mathbf {\hat {v}} \end{aligned}}}
Analogamente para E e B, D e H formam o tensor de deslocamento eletromagnético [en].

### Os campos φ e A
Uma alternativa mais simples de transformação do campo eletromagnético usa os potenciais eletromagnéticos - o potencial elétrico φ e o potencial magnético A:
{\displaystyle {\begin{aligned}\varphi '&=\gamma \left(\varphi -vA_{\parallel }\right)\\A_{\parallel }'&=\gamma \left(A_{\parallel }-{\frac {v\varphi }{c^{2}}}\right)\\A_{\bot }'&=A_{\bot }\end{aligned}}}
onde {\displaystyle \scriptstyle A_{\parallel }} é a componente paralela de A à direção da velocidade relativa entre os referenciais v, e {\displaystyle \scriptstyle A_{\bot }} é a componente perpendicular. Estes assemelham-se transparentemente à forma característica de outras transformações de Lorentz (como posição de tempo e momento de energia), enquanto as transformações de E e B acima são um pouco mais complicadas. Os componentes podem ser coletados juntos como:
{\displaystyle {\begin{aligned}\mathbf {A} '&=\mathbf {A} -{\frac {\gamma \varphi }{c^{2}}}\mathbf {v} +\left(\gamma -1\right)\left(\mathbf {A} \cdot \mathbf {\hat {v}} \right)\mathbf {\hat {v}} \\\varphi '&=\gamma \left(\varphi -\mathbf {A} \cdot \mathbf {v} \right)\end{aligned}}}

### Os campos ρ e J
Analogamente para a densidade de carga ρ e a densidade de corrente J,
{\displaystyle {\begin{aligned}J_{\parallel }'&=\gamma \left(J_{\parallel }-v\rho \right)\\\rho '&=\gamma \left(\rho -{\frac {v}{c^{2}}}J_{\parallel }\right)\\J_{\bot }'&=J_{\bot }\end{aligned}}}
Coletando componentes juntas:
{\displaystyle {\begin{aligned}\mathbf {J} '&=\mathbf {J} -\gamma \rho \mathbf {v} +\left(\gamma -1\right)\left(\mathbf {J} \cdot \mathbf {\hat {v}} \right)\mathbf {\hat {v}} \\\rho '&=\gamma \left(\rho -{\frac {\mathbf {J} \cdot \mathbf {v} }{c^{2}}}\right)\end{aligned}}}

### Aproximações não relativísticas
Para velocidades v ≪ c, o fator relativístico γ ≈ 1, que produz:
{\displaystyle {\begin{aligned}\mathbf {E} '&\approx \mathbf {E} +\mathbf {v} \times \mathbf {B} \\\mathbf {B} '&\approx \mathbf {B} -{\frac {1}{c^{2}}}\mathbf {v} \times \mathbf {E} \\\mathbf {J} '&\approx \mathbf {J} -\rho \mathbf {v} \\\rho '&\approx \rho -{\frac {1}{c^{2}}}\mathbf {J} \cdot \mathbf {v} \end{aligned}}}
de modo que não há necessidade de distinguir entre as coordenadas espaciais e temporais nas equações de Maxwell.

## Relação entre eletricidade e magnetismo
| “                 | Uma parte da força entre as cargas em movimento chamamos de força magnética. É realmente um aspecto de um efeito elétrico. | ” |
| — Richard Feynman | |   |

### Derivando o magnetismo a partir de leis elétricas
O quadro de referência escolhido determina se um fenômeno eletromagnético é visto como um efeito magnético ou elétrico ou uma combinação dos dois. Os autores geralmente derivam o magnetismo da eletrostática quando a relatividade especial e a invariância de carga [en] são levadas em consideração. The Feynman lectures on physics (vol. 2, cap. 13–6) usa este método para derivar a força magnética na carga em movimento paralelo próximo a um fio condutor de corrente. Ver também Haskell e Landau.
Se a carga se mover perpendicularmente a um fio condutor de corrente, a eletrostática não poderá ser usada para derivar a força magnética. Neste caso, ela pode ser derivada considerando a compressão relativística do campo elétrico devido ao movimento das cargas no fio.

### Mistura de campos em referenciais diferentes
As regras de transformação acima mostram que o campo elétrico em um referencial contribui para o campo magnético em outro referencial e vice-versa. Isso geralmente é descrito dizendo que o campo elétrico e o campo magnético são dois aspectos inter-relacionados de um único objeto, chamado campo eletromagnético. De fato, todo o campo eletromagnético pode ser representado em um único tensor de nível 2 chamado tensor eletromagnético; Veja abaixo.

### Problema do ímã e do condutor em movimento
Um exemplo famoso da mistura de fenômenos elétricos e magnéticos em diferentes quadros de referência é chamado de "problema do ímã e do condutor em movimento", citado por Einstein em seu artigo de 1905 sobre a relatividade especial.
Se um condutor se move com uma velocidade constante através do campo de um ímã estacionário, correntes circulares serão produzidas devido a uma força magnética nos elétrons do condutor. No referencial de repouso do condutor, por outro lado, o ímã estará em movimento e o condutor estacionário. A teoria eletromagnética clássica prevê que precisamente as mesmas correntes circulares microscópicas serão produzidas, mas elas serão devidas a uma força elétrica.

## Formulação covariante no vácuo
As leis e objetos matemáticos no eletromagnetismo clássico podem ser escritos de uma forma que é manifestamente covariante [en]. Aqui, isso é feito apenas para o vácuo (ou para as equações microscópicas de Maxwell, não usando as descrições macroscópicas de materiais como a permissividade elétrica) e usa unidades do S.I..
Esta seção usa a notação de Einstein, incluindo a convenção de soma de Einstein. Consulte também cálculo de Ricci para obter um resumo das notações de índice tensorial e índices de aumento e diminuição para definição de índices sobrescritos e subscritos e como alternar entre eles. O tensor métrico Minkowski [en] η aqui tem assinatura métrica (+ − − −).

### Tensor de campo e 4-corrente
As transformações relativísticas acima sugerem que os campos elétrico e magnético estão acoplados, em um objeto matemático com 6 componentes: um tensor antissimétrico de segunda ordem, ou um bivetor [en]. Isso é chamado de tensor do campo eletromagnético, geralmente escrito como Fμν. Em forma de matriz:
{\displaystyle F^{\mu \nu }={\begin{pmatrix}0&-E_{x}/c&-E_{y}/c&-E_{z}/c\\E_{x}/c&0&-B_{z}&B_{y}\\E_{y}/c&B_{z}&0&-B_{x}\\E_{z}/c&-B_{y}&B_{x}&0\end{pmatrix}}}
onde c a velocidade da luz - em unidades naturais c = 1.
Existe outra forma de fundir os campos elétrico e magnético em um tensor antissimétrico, substituindo E/c → B e B → − E/c, para obter o tensor dual [en] Gμν.
No contexto da relatividade especial, ambos se transformam de acordo com a transformação de Lorentz de acordo com
{\displaystyle F'^{\alpha \beta }=\Lambda _{\mu }^{\alpha }\Lambda _{\nu }^{\beta }F^{\mu \nu }},
onde Λαν é o tensor da transformação de Lorentz para uma mudança de um referencial para outro. O mesmo tensor é usado duas vezes na soma.
A carga e a densidade de corrente, as fontes dos campos, também se combinam no quadrivetor
{\displaystyle J^{\alpha }=\left(c\rho ,J_{x},J_{y},J_{z}\right)}
chamado de quadricorrente.

### Equações de Maxwell na forma tensorial
Usando esses tensores, as equações de Maxwell se reduzem a:
{\displaystyle {\begin{aligned}{\frac {\partial F^{\alpha \beta }}{\partial x^{\alpha }}}&=\mu _{0}J^{\beta }\\[3pt]{\frac {\partial G^{\alpha \beta }}{\partial x^{\alpha }}}&=0\end{aligned}}}
onde as derivadas parciais podem ser escritas de várias maneiras, ver 4-gradiente [en]. A primeira equação listada acima corresponde tanto à lei de Gauss (para β = 0) quanto à lei de Ampère – Maxwell (para β = 1, 2, 3). A segunda equação corresponde às duas equações restantes, a lei de Gauss para o magnetismo (para β = 0) e a lei de Faraday (para β = 1, 2, 3).
Essas equações de tensores são manifestamente covariantes [en], o que significa que as equações podem ser vistas como covariantes pelas posições do índice. Esta forma abreviada de escrever as equações de Maxwell ilustra uma ideia compartilhada entre alguns físicos, ou seja, que as leis da física assumem uma forma mais simples quando escritas usando tensores.
Ao diminuir os índices de Fαβ para obter Fαβ:
{\displaystyle F_{\alpha \beta }=\eta _{\alpha \lambda }\eta _{\beta \mu }F^{\lambda \mu }}

a segunda equação pode ser escrita em termos de Fαβ como:
{\displaystyle \epsilon ^{\delta \alpha \beta \gamma }{\dfrac {\partial F_{\beta \gamma }}{\partial x^{\alpha }}}={\dfrac {\partial F_{\alpha \beta }}{\partial x^{\gamma }}}+{\dfrac {\partial F_{\gamma \alpha }}{\partial x^{\beta }}}+{\dfrac {\partial F_{\beta \gamma }}{\partial x^{\alpha }}}=0}
onde {\displaystyle \epsilon ^{\alpha \beta \gamma \delta }} é o símbolo de Levi-Civita contravariante. Observe a permutação cíclica dos índices nesta equação: {\displaystyle {\begin{array}{rc}&\scriptstyle {\alpha \,\,\longrightarrow \,\,\beta }\\&\nwarrow _{\gamma }\swarrow \end{array}}}.
Outro objeto eletromagnético covariante é o tensor eletromagnético de tensão–energia, um tensor covariante de classificação 2 que inclui o vetor de Poynting, o tensor de tensão de Maxwell e a densidade de energia eletromagnética.

### 4-potencial
O tensor de campo eletromagnético também pode ser escrito
{\displaystyle F^{\alpha \beta }={\frac {\partial A^{\beta }}{\partial x_{\alpha }}}-{\frac {\partial A^{\alpha }}{\partial x_{\beta }}}\,,}
onde
{\displaystyle A^{\alpha }=\left({\frac {\varphi }{c}},A_{x},A_{y},A_{z}\right)\,,}
é o quadripotencial e
{\displaystyle x_{\alpha }=(ct,-x,-y,-z)}
é a quadriposição [en].

Usando o potencial 4 no medidor de Lorenz, uma formulação alternativa manifestamente covariante pode ser encontrada em uma única equação (uma generalização de uma equação devido a Bernhard Riemann por Arnold Sommerfeld, conhecida como a equação de Riemann – Sommerfeld, ou a forma covariante das equações de Maxwell):
{\displaystyle \Box A^{\mu }=\mu _{0}J^{\mu }}
onde {\displaystyle \Box } é o operador d'Alembertiano, ou 4-laplaciano.